# Xenoplaxa seraf
Xenoplaxa seraf är en fjärilsart som beskrevs av Lancelot A. Gozmany 1963. Xenoplaxa seraf ingår i släktet Xenoplaxa och familjen Symmocidae. Inga underarter finns listade i Catalogue of Life.